# Acampo
Con el nombre de acampos se conocen en el Valle del Ebro (Aragón, España) a grandes fincas de monte secano destinadas al cultivo de cereales, el pastoreo extensivo de ganado ovino, a la caza y a la apicultura.
Se trata de fincas de varios cientos de hectáreas que llevan el nombre de sus propietarios actuales o antiguos, o de la institución a la que pertenecieron. En el término municipal de Zaragoza se encuentran, por ejemplo, Acampo del Hospital, Acampo de Funes, Acampo del Marqués, Acampo Arráez, Acampo de Estrén.
Hacia el año 2000 muchos de estos acampos fueron comprados por empresarios y promotores con la intención de convertirlos en polígonos industriales.
Por el uso extensivo que se hecho de los acampos, éstos son de alto valor ecológico por la fauna y flora que albergan. Especialmente por las aves y plantas esteparias.
La expansión de la ciudad de Zaragoza está transformando algunas de estas fincas en polígonos industriales y vertederos y se están instalando parques eólicos y fotovoltaicos.